# さよなら、ベルリン またはファビアンの選択について
『さよなら、ベルリン またはファビアンの選択について』（さよならべるりん またはふぁびあんのせんたくについて、原題：Fabian oder Der Gang vor die Hunde）は、2021年公開のドイツ映画。児童文学作家エーリヒ・ケストナーが1931年に発表した大人向け長編小説『ファビアン あるモラリストの物語』の映画化。
第71回ベルリン国際映画祭コンペティション部門出品作品。

## キャスト
- ファビアン：トム・シリング
- コルネリア：ザスキア・ローゼンダール
- ラブーデ：アルブレヒト・シューフ
- イレーネ・モル：メレット・ベッカー
- ファビアンの母：ペトラ・カルクチュケ
- ラブーデの父：ミヒャエル・ヴィッテンボルン
- ：アリョーシャ・シュタデルマン
- ：オリバー・ラインハルト
- ：アンヌ・ベネント

## スタッフ
- 監督：ドミニク・グラフ
- 製作：フェリックス・フォン・ベーム
- 原作：エーリヒ・ケストナー『ファビアン あるモラリストの物語』（みすず書房）
- 脚本：コンスタンティン・リープ、ドミニク・グラフ
- 撮影：ハンノ・レンツ
- プロダクションデザイン：クラウス＝ユルゲン・ファイファー
- 衣装デザイン：バルバラ・グルップ
- 編集：クラウディア・ボルシュト
- 音楽：スベン・ロッセンバッハ、フロリアン・ファン・フォルクセン
- 共同製作：マルク・シュミットハイニー、クリストフ・ダニエル、ウィープケ・アンドレセン
- 録音：マルティン・ウィッテ
- 整音：ミヒャエル・シュテヒャー
- 音響効果：フローリアン・ノインフファー マルティナ・バール
- メイクアップ：ナンニ・ゲハルト＝ゼーレ アンナ・フロイント
- キャスティング：アン・ドアテ・ブレイカー